# Malwina Szpitalak
Malwina Szpitalak – polska psycholog, dr hab. nauk społecznych, adiunkt Instytutu Psychologii Wydziału Filozoficznego Uniwersytetu Jagiellońskiego.

## Życiorys
W 2008 ukończyła studia psychologiczne na Uniwersytecie Jagiellońskim, 19 stycznia 2012 obroniła pracę doktorską Rola motywów autoregulacyjnych w mechanizmach zniekształceń pamięciowych uwarunkowanych efektem dezinformacji, 22 lutego 2018 habilitowała się na podstawie pracy zatytułowanej Pozytywne i negatywne następstwa wybranych metod uodparniania na dezinformację w kontekście zeznań świadka.
Objęła funkcję adiunkta w Instytucie Psychologii na Wydziale Filozoficznym Uniwersytetu Jagiellońskiego.